# Alena Šeredová
Alena Šeredová (Praga, 21 de març de 1978) és una actriu i model txeca.

## Biografia
Va néixer i va passar quasi tota la seva infantesa al barri de Praga de Vinohrady amb el seu pare, la seva mare i la seva germana Eliska. Va entrar al món de la moda molt aviat. Amb quinze anys ja havia posat per al dissenyador txec, Jadran Šetlík. A l'any següent, va anar a Grècia per treballar. Amb disset anys, Alena, arriba per primer cop a Milà, capital italiana de la moda.
A Itàlia, va fer-se un lloc a la televisió de la mà de Giorgio Panariello i el seu programa Torno Sabato. Ha fet d'hostessa en diversos programes i ha treballat també com a actriu. Va fer-se molt popular el 2005, gràcies al calendari que va fer per a la revista mensual Max.
Fa 181 cm d'alçada i les seves mides són 94-60-92.
Actualment manté una relació sentimental amb el porter de la Juventus, Gianluigi Buffon, amb el qual ha tingut un fill, Louis Thomas, nascut el 28 de desembre de 2007.

## Filmografia
- "Ho visto le stelle" (He vist les estrelles), (2003), dirigida per Vicenzo Salemme
- "Christmas in love" (Nadal enamorat), (2004), dirigida per Neri Parenti